# حمد بن سيف الشرقي
حمد بن سيف الشرقي (1938- 31 مارس 2017)، سياسي إماراتي، شغل منصب وزير دولة في أول حكومة لدولة الإمارات بعد إعلان الإتحاد وتولى منصب نائب حاكم الفجيرة حتى وفاته.

## حياته
ولد عام 1938 في مدينة الفجيرة، تقلد منصب وزير الدولة في أول حكومة في الإمارات تم تشكيلها عام 1971، وواصل عمله كوزير دولة في التشكيل الثاني من 1973 إلى 1977، ثم تقلد منصب نائب حاكم إمارة الفجيرة حتى وفاته. كما شغل منصب رئيس المجلس البلدي عام 1984 ولعب دوراً فاعلاً في تحقيق التنمية الاقتصادية والخدمية للفجيرة.
عُرِف عنه قربه الشديد من المواطنين، وحرصه على مشاركتهم في الأفراح والأتراح، فضلاً عن مساهمته في حل جميع مشاكل الناس. احتلت قضايا التعليم محور اهتمامه، وكان دائماً يحث الجميع على أهمية التعليم وكان داعماً للمدارس، حريصاً على تكريم المتميزين.

## حياته الخاصة
متزوج ولديه من الإبناء: سيف ومحمد وعبدالله وأحمد.
1. 1 2 3 4  وام، الفجيرة ــ (30 مارس 2017). "حمد بن سيف الشرقي.. سجل مشرق ومنجزات وطنية". www.albayan.ae. مؤرشف من الأصل في 2017-09-19. اطلع عليه بتاريخ 2024-04-12.